# DSA-562
La DSA-562 es una carretera perteneciente a la Red Secundaria de la Diputación Provincial de Salamanca que une la SA-314 con la localidad de Pereña de la Ribera. También pasa por la localidad de La Vídola.

## Recorrido
La carretera DSA-562 tiene su origen en Valsalabroso en la intersección con la carretera SA-314, y termina en Pereña de la Ribera en la intersección con la carretera DSA-563 formando parte de la Red de carreteras de Salamanca.
| Valsalabroso (Intersección con ) - Pereña de la Ribera (Intersección con ) | Valsalabroso (Intersección con ) - Pereña de la Ribera (Intersección con ) | Valsalabroso (Intersección con ) - Pereña de la Ribera (Intersección con ) | Valsalabroso (Intersección con ) - Pereña de la Ribera (Intersección con ) | Valsalabroso (Intersección con ) - Pereña de la Ribera (Intersección con ) | Valsalabroso (Intersección con ) - Pereña de la Ribera (Intersección con ) | Valsalabroso (Intersección con ) - Pereña de la Ribera (Intersección con ) | Valsalabroso (Intersección con ) - Pereña de la Ribera (Intersección con ) | Valsalabroso (Intersección con ) - Pereña de la Ribera (Intersección con ) | Valsalabroso (Intersección con ) - Pereña de la Ribera (Intersección con ) | Valsalabroso (Intersección con ) - Pereña de la Ribera (Intersección con ) |
| Esquema                                                                    | PK                                                                         | Sentido Pereña de la Ribera                                                | Sentido Pereña de la Ribera                                                | Sentido Pereña de la Ribera                                                | Sentido Pereña de la Ribera                                                | Sentido Valsalabroso                                                       | Sentido Valsalabroso                                                       | Sentido Valsalabroso                                                       | Sentido Valsalabroso                                                       | Incidencias                                                                |
| Esquema                                                                    | PK                                                                         | Velocidad                                                                  | Elemento                                                                   | Salida                                                                     | Salida                                                                     | Salida                                                                     | Salida                                                                     | Elemento                                                                   | Velocidad                                                                  | Incidencias                                                                |
| Esquema                                                                    | PK                                                                         | Velocidad                                                                  | Elemento                                                                   | Dir.                                                                       | Nombre                                                                     | Nombre                                                                     | Dir.                                                                       | Elemento                                                                   | Velocidad                                                                  | Incidencias                                                                |
| -------------------------------------------------------------------------- | -------------------------------------------------------------------------- | -------------------------------------------------------------------------- | -------------------------------------------------------------------------- | -------------------------------------------------------------------------- | -------------------------------------------------------------------------- | -------------------------------------------------------------------------- | -------------------------------------------------------------------------- | -------------------------------------------------------------------------- | -------------------------------------------------------------------------- | -------------------------------------------------------------------------- |
|                                                                            | 0,0                                                                        |                                                                            |                                                                            | Masueco Aldeadávila de la Ribera                                           | Masueco Aldeadávila de la Ribera                                           | Masueco Aldeadávila de la Ribera                                           |                                                                            |                                                                            |                                                                            |                                                                            |
| Las Uces Vitigudino Valsalabroso                                           | 0,0                                                                        |                                                                            |                                                                            |                                                                            |                                                                            |                                                                            |                                                                            |                                                                            |                                                                            |                                                                            |
|                                                                            | 4,7                                                                        |                                                                            |                                                                            | Villar de Samaniego                                                        | Villar de Samaniego                                                        | Villar de Samaniego                                                        | Villar de Samaniego                                                        |                                                                            |                                                                            |                                                                            |
|                                                                            | 4,7                                                                        |                                                                            |                                                                            | LA VÍDOLA                                                                  | LA VÍDOLA                                                                  | LA VÍDOLA                                                                  | LA VÍDOLA                                                                  |                                                                            |                                                                            |                                                                            |
|                                                                            | 5,5                                                                        |                                                                            |                                                                            | LA VÍDOLA                                                                  | LA VÍDOLA                                                                  | LA VÍDOLA                                                                  | LA VÍDOLA                                                                  |                                                                            |                                                                            |                                                                            |
|                                                                            | 7,9                                                                        |                                                                            |                                                                            | La Peña                                                                    | La Peña                                                                    | La Peña                                                                    | La Peña                                                                    |                                                                            |                                                                            |                                                                            |
|                                                                            | 11,1                                                                       |                                                                            |                                                                            | Arroyo del Roble                                                           | Arroyo del Roble                                                           | Arroyo del Roble                                                           | Arroyo del Roble                                                           |                                                                            |                                                                            |                                                                            |
|                                                                            | 11,6                                                                       |                                                                            |                                                                            | Ribera de la Cabeza de Iruelos                                             | Ribera de la Cabeza de Iruelos                                             | Ribera de la Cabeza de Iruelos                                             | Ribera de la Cabeza de Iruelos                                             |                                                                            |                                                                            |                                                                            |
|                                                                            | 16,000                                                                     |                                                                            |                                                                            |                                                                            | Villarino de los Aires Trabanca Cabeza de Framontanos                      | Villarino de los Aires Trabanca Cabeza de Framontanos                      | Villarino de los Aires Trabanca Cabeza de Framontanos                      |                                                                            |                                                                            |                                                                            |
|                                                                            | 16,000                                                                     | Pereña de la Ribera                                                        |                                                                            |                                                                            |                                                                            |                                                                            |                                                                            |                                                                            |                                                                            |                                                                            |
|                                                                            | 16,000                                                                     | Masueco                                                                    |                                                                            |                                                                            |                                                                            |                                                                            |                                                                            |                                                                            |                                                                            |                                                                            |